# Vi ba
Vi ba hay vi sóng (Tiếng Anh: microwave) là sóng điện từ có bước sóng dài hơn tia hồng ngoại, nhưng ngắn hơn sóng radio. Vi ba còn gọi là sóng tần số siêu cao (SHF), có bước sóng khoảng từ 30 cm (tần số 1 GHz) đến 1 m (tần số 30 GHz). Tuy vậy, ranh giới giữa tia hồng ngoại, vi ba và sóng radio tần số cực cao (UHF) là rất tuỳ ý và thay đổi trong các lĩnh vực nghiên cứu khác nhau. Sự tồn tại của sóng điện từ, trong đó vi ba là một phần của phổ tần số cao, được James Clerk Maxwell dự đoán năm 1864 từ các phương trình Maxwell nổi tiếng. Năm 1888, Heinrich Hertz đã chế tạo được thiết bị phát sóng radio, nhờ vậy lần đầu tiên chứng minh sự tồn tại của sóng điện từ.
| Tên                | Bước sóng        | Tần số (Hz)       | Năng lượng photon (eV) |
| ------------------ | ---------------- | ----------------- | ---------------------- |
| Tia gamma          | ≤ 0,01 nm        | ≥ 30 EHz          | 124 keV - 300+ GeV     |
| Tia X              | 0,01 nm - 10 nm  | 30 EHz - 30 PHz   | 124 eV - 124 keV       |
| Tia tử ngoại       | 10 nm - 380 nm   | 30 PHz - 790 THz  | 3.3 eV - 124 eV        |
| Ánh sáng nhìn thấy | 380 nm-760 nm    | 790 THz - 430 THz | 1.7 eV - 3.3 eV        |
| Tia hồng ngoại     | 760 nm - 1 mm    | 430 THz - 300 GHz | 1.24 meV - 1.7 eV      |
| Vi ba              | 1 mm - 1 met     | 300 GHz - 300 MHz | 1.7 eV - 1.24 meV      |
| Sóng vô tuyến      | 1 mm - 100000 km | 300 GHz - 3 Hz    | 12.4 feV - 1.24 meV    |

Chú thích: trên 300 GHz, khí quyển Trái Đất hấp thụ bức xạ điện từ mạnh đến nỗi khí quyển thực sự không trong suốt đối với các tần số cao của bức xạ điện từ, nhưng khí quyển lại trở nên trong suốt trong phần quang phổ nhìn thấy được và vùng hồng ngoại.

## Phát sinh
Có thể tạo ra vi ba bằng nhiều thiết bị, chia làm hai loại: thiết bị chất rắn và thiết bị ống chân không.
Thiết bị vi ba chất rắn dựa trên chất bán dẫn như silicon hoặc arsenua galli, và ngay cả các transistor hiệu ứng trường (FET), transistor tiếp xúc mặt lưỡng cực (BJT), các diode Gunn và diode IMPATT (diode dòng thác va chạm có thời gian quá cảnh). Từ các transistor tiêu chuẩn người ta phát triển những linh kiện tốc độ cao hơn dùng trong các ứng dụng vi ba. Biến thể vi ba của transistor BJT có loại HBT (heterojunction bipolar transistor), biến thể vi ba của transistor FET thì có loại MESFET (transistor hiệu ứng trường có màng bán dẫn kim loại), loại HEMT (còn gọi là HFET), và transistor LDMOS.
Thiết bị ống chân không hoạt động dựa trên chuyển động của electron trong chân không dưới ảnh hưởng của điện trường hoặc từ trường, gồm có magnetron, klystron, đèn sóng chạy (TWT), và gyrotron.

## Ứng dụng
- Lò vi sóng (cũng gọi là lò vi ba) dùng một magnetron sinh ra vi ba có tần số khoảng 2,45 GHz để nấu nướng. Vi ba nấu thức ăn bằng cách làm rung các phân tử nước và hợp chất khác. Sự rung này tạo sức nóng làm chín thức ăn. Vì các chất hữu cơ chủ yếu cấu tạo bằng nước nên phương pháp này dễ dàng nấu chín thức ăn.
- Vi ba được dùng trong thông tin vệ tinh vì vi ba dễ dàng truyền qua khí quyển Trái Đất, ít bị nhiễu so với các bước sóng dài hơn. Ngoài ra, trong phổ vi ba còn nhiều băng thông hơn phần còn lại của phổ radio.
- Vi ba cũng được dùng rộng rãi trong thông tin vô tuyến chuyển tiếp đến nỗi từ vi ba thực tế đồng nghĩa với vô tuyến chuyển tiếp (thường gọi "liên lạc vi ba", "tuyến vi ba", "trạm vi ba"...) mặc dù có một số thiết bị vô tuyến chuyển tiếp hoạt động trong dải tần số 410-470 MHz (thuộc băng tần số cực cao UHF).
- Radar cũng dùng bức xạ vi ba để phát hiện khoảng cách, tốc độ và các đặc trưng khác của những đối tượng ở xa, như ô-tô và các phương tiện giao thông.
- Các giao thức mạng không dây (wireless LAN) như Bluetooth và các chuẩn IEEE 802.11g và 802.11b dùng vi ba trong dải 2,4 GHz (thuộc băng tần ISM, tức băng tần công nghiệp, khoa học và y tế), còn chuẩn 802.11a dùng băng tần ISM dải 5,8 GHz. Nhiều nước (trừ Hoa Kỳ) cấp phép cho dịch vụ truy cập Internet không dây tầm xa (đến 25 km) trong dải 3,5–4,0 GHz.
- Truyền hình cáp và truy cập Internet bằng cáp đồng trục cũng như truyền hình quảng bá dùng vài tần số vi ba thấp. Một số mạng điện thoại di động tế bào cũng dùng dải tần số vi ba thấp.
- Vi ba có thể dùng để truyền tải điện đường dài; sau Chiến tranh thế giới thứ hai người ta đã khảo sát khả năng đó. Thập niên 1970 và đầu thập niên 1980 NASA tiến hành nghiên cứu khả năng dùng hệ thống Vệ tinh sử dụng năng lượng Mặt Trời (SPS, Solar Power Satellite) với những tấm pin mặt trời lớn có thể truyền tải điện xuống bề mặt Trái Đất bằng vi ba.
- Maser là thiết bị tương tự laser, chỉ khác là hoạt động trên tần số vi ba.

## Băng tần vi ba
Phổ vi ba thường được xác định là năng lượng điện từ có tần số khoảng từ 1 GHz đến 1000 GHz, nhưng trước đây cũng bao gồm cả những tần số thấp hơn. Những ứng dụng vi ba phổ biến nhất ở khoảng 1 đến 40 GHz. Băng tần vi ba được xác định theo bảng sau:
| Ký hiệu | Dải tần         |
| ------- | --------------- |
| Băng L  | 1 đến 2 GHz     |
| Băng S  | 2 đến 4 GHz     |
| Băng C  | 4 đến 8 GHz     |
| Băng X  | 8 đến 12 GHz    |
| Băng Ku | 12 đến 18 GHz   |
| Băng K  | 18 đến 26 GHz   |
| Băng Ka | 26 đến 40 GHz   |
| Băng Q  | 30 đến 50 GHz   |
| Băng U  | 40 đến 60 GHz   |
| Băng V  | 50 đến 75 GHz   |
| Băng E  | 60 đến 90 GHz   |
| Băng W  | 75 đến 110 GHz  |
| Băng F  | 90 đến 140 GHz  |
| Băng D  | 110 đến 170 GHz |

Bảng trên theo cách dùng của Hội vô tuyến điện Anh (Radio Society of Great Britain, RSGB). Đôi lúc người ta ký hiệu dải tần số cực cao (UHF) thấp hơn băng L là băng P. Xem thêm các định nghĩa khác: Letter Designations of Microwave Bands

## Tác động của vi sóng đến sức khỏe
Do vi ba là sóng điện từ có tần số dao động trùng với tần số cộng hưởng của nhiều phân tử chất hữu cơ có trong sinh vật, dẫn đến các phân tử hữu cơ hấp thụ vi sóng mạnh. Nó làm cho các phân tử protein bị biến tính, tức là thay đổi một số liên kết trong cấu trúc phân tử. Trong lò vi sóng thì quá trình biến tính xảy ra trước cả khi phát sinh nhiệt làm chín thức ăn.
Sự biến tính protein diễn ra theo các mức độ khác nhau, tùy theo cường độ và thời gian bị vi sóng tác động, và được gọi là bỏng vi sóng, phần lớn khó nhận thấy theo cảm giác: 
1. Ở mức nhẹ thì protein biến tính có thể vẫn tham gia vào hoạt động sống của tế bào. Nếu phân tử protein đó là DNA thì sẽ gây lỗi di truyền, sự phân bào sau đó sẽ tạo ra các "tế bào lạ" dẫn đến ung thư.
2. Ở mức nặng hơn thì phân tử protein bị coi là chết, tế bào phải đào thải nó.
3. Nếu số phân tử biến tính chết nhiều vượt khả năng xử lý của tế bào thì tế bào đó chết. Cơ thể sẽ dọn dẹp tế bào chết nếu mô còn sống.
4. Khi số tế bào chết nhiều, dẫn đến tắc mạch máu, mô sẽ mất nguồn máu nuôi dưỡng, thì mô đó chết. Đó là trạng thái bỏng thật sự và ta mới nhận biết được.

Vì thế làm việc với vi sóng như ra đa, lò vi sóng, điện thoại di động, laptop,... cần tuân theo các quy định an toàn .
Đặc biệt tháng 2/2016 vừa qua các nhà khoa học Israel công bố nghiên cứu xác định sóng điện thoại di động có ảnh hưởng tiêu cực đến sức khỏe sinh sản của nam giới, làm hư hại đến tinh trùng . Tuy nhiên cách đưa tin làm người đọc hiểu là "do sức nóng của điện thoại di động". Sự thật là điện thoại di động gửi mã liên lạc và lời thoại (đã số hóa) lên mạng bằng dãy xung vi ba ngắn liên tiếp nhau và khá mạnh, cỡ vài Watt, đủ làm biến tính protein của tinh trùng và của lò sản xuất chúng. Trong quá trình đó điện thoại nóng lên không đáng kể.
Nghiên cứu nói trên cũng là cảnh báo cho việc sử dụng thiết bị điện tử. Các thiết bị điện tử như máy tính (trạm, bàn, hay laptop),... hiện nay sử dụng tần số nhịp (clock) làm việc cực cao, cỡ từ 0,5 đến 3,5 GHz, cũng như các mạch dao động khác. Chúng có thể phát ra vi ba ký sinh nếu các tấm che không tốt. Về nguyên tắc có những tiêu chuẩn cho mức nhiễu này, sao cho không gây rối loạn các thiết bị điện tử khác. Song ở tầm sát vỏ máy, ví dụ để máy lên đùi, trong túi quần thì vi ba sẽ tác động lên vùng cơ thể gần đó.

## Lịch sử và nghiên cứu
Để biết thêm về lịch sử phát triển lý thuyết điện từ đến các ứng dụng vi ba hiện đại, xem:
- Michael Faraday
- James Clerk Maxwell
- Heinrich Hertz
- Nikola Tesla
- Guglielmo Marconi
- Samuel Morse
- Lord Kelvin
- Oliver Heaviside
- Lord Rayleigh
- Oliver Lodge

Những thành tựu nổi bật về nghiên cứu vi ba và ứng dụng:
| Thực hiện          | Thành tựu                                       |
| ------------------ | ----------------------------------------------- |
| Barkhausen và Kurz | Bộ dao động lưới dương                          |
| Hull               | Magnetron hốc trơn                              |
| Anh em Varian      | Tốc độ tia electron bị biến điệu → đèn klystron |
| Randall và Boot    | Magnetron hốc cộng hưởng                        |

Thiết bị tích hợp vi ba (Mạch tích hợp vi ba đơn khối, Monolithic Microwave Integrated Circuit, MMIC) được sản xuất với những tấm arsenua galli (GaAs).